# Копетдагский этрап
Копетдагский этрап (туркм. Köpetdag etraby) — один из этрапов Ашхабада. Создан в 2015 году в результате объединения Чандыбильского и Арчабильского этрапов, а также передачи территории в 3910 га Абаданского этрапа города Ашхабада. Назван в честь горной системы Копетдаг.

## История
Этрап находится в историческом центре Ашхабада. В советские годы назывался Сталинским, после 1961 года Пролетарским. По данным всесоюзной переписи населения в 1989 году в Пролетарском районе проживало 149 996 человек.
8 января 2018 года Указами Президента Гурбангулы Бердымухамедова, Хыдыров Ровшен Сапаргулыевич назначен хякимом Копетдагского этрапа.

### География

Дворцовый комплекс «Огузхан»

Копетдагский этрап расположен на юго-востоке столицы Туркменистана. Его площадь составляет 15053 га. Центральная улица — проспект Сапармурата Туркменбаши.

### Достопримечательности
В Копетдагском этрапе расположено большое количество правительственных и административнных зданий столицы. Также район богат достопримечательностями. На территории этрапа были возведены «Дворец Туркменбаши», Дворцовый комплекс «Огузхан», Монумент Независимости Туркменистана, Монумент ахалтекинским лошадям, Музей туркменского ковра, Экономический городок, Олимпийский городок.

### Образование
На территории этрапа расположены Академия Министерства национальной безопасности и Государственной пограничной службы, Военный институт, Туркменский государственный институт физкультуры и спорта.